# Danmarks ambassade i Kampala
Danmarks ambassade i Kampala er Danmarks officielle repræsentation i Uganda. Ambassaden blev etableret den 1. april 1968, hvilket markerede begyndelsen på de diplomatiske forbindelser mellem Danmark og Uganda. Danmarks ambassade i Kampala er Danmarks officielle repræsentation i Uganda. Ambassaden blev etableret den 1. april 1968, hvilket markerede begyndelsen på de diplomatiske forbindelser mellem Danmark og Uganda. Ud over Uganda er ambassaden i Kampala også ansvarlig for Danmarks diplomatiske relationer til Rwanda, Burundi, Den Demokratiske Republik Congo og Madagaskar.